# 蘇利亞宦蝦
蘇利亞宦蝦（学名：Agononida soelae）为鎧甲蝦科宦蝦科下的一个种。